# 資源營運效率
資源營運效率（Resource Operation Efficiency in an Enterprise, ROPE）則為針對跨企業間的營運資源運用效率衡量指標。亦衡量企業使用一塊錢資產，在一個營運週期所產生的現金能支撐多大的成長，來用以檢測公司的實力。
ROPE是以一塊錢資產及一個營運週期為單位，因此避開了企業不同規模、不同營運模式的差異來對企業做排序。但對金融業卻不能予以應用，因為「現金」是金融業的商品，不能用每一營運週期留存的現金量來計算SFG值，也連帶的無法使用ROPE值來計算。

## 外部連結
- 企業營運能力分析 （页面存档备份，存于）